# Спикара
Спикара (лат. Spicara flexuosa) — вид морских лучепёрых рыб из семейства спаровых (Sparidae). Генетические исследования подтвердили, что Spicara flexuosa является самостоятельным видом, а не синонимом Spicara maena. Последняя от спикары морфологически отличается также более высоким телом, меньшей величиной глаз и окраской: спина голубовато-серая, бока серебристые, обычно с тёмными пятнами, одно из которых, над грудным плавником, очень крупного размера.

## Описание
Наибольшие длина, масса тела и возраст самцов до 22,8 см, 129 г и 7 лет, самок — соответственно 17,3 см, 62 г и 6 лет. Тело удлиненное, высокое, сжатое с боков, покрыто довольно мелкой чешуей. Спинной плавник высокий и длинный, без выемки. Голова относительно короткая, глаза средние, рыло приостренное, рот выдвижной. На челюстях мелкие щетинковидные зубы, передние из которых крепче. Окраска очень изменчива. Спина и верхняя часть головы серые, серовато коричневатые или тёмно-жёлтые. Бока светлее, брюхо серебристо-желтоватое. На теле и голове имеются неправильной формы размытые голубые полосы и пятна. На конце грудного плавника обычно бывает достаточно нечёткое, часто почти квадратное с закругленными углами тёмное пятно, иногда почти незаметное. На кожистых перегородках между лучами спинного и анального плавников есть небольшие голубые пятна. Во время размножения окраска самцов становится более интенсивной и приближается к чёрному цвету.

## Ареал
Средиземное, Чёрное и Азовское моря. Чаще всего встречается вдоль черноморских берегов Крыма, реже в северо-западной части Чёрного моря (придунайское взморье, озеро Сасык, Одесса, Егорлыцкий и Тендровский заливы) и в Керченском проливе. Также известен с Азовского моря (Холодная балка).

## Биология
Морская пелагическая стайная рыба прибрежной зоны, изредка заходит опресненные воды низовья рек. Держится в толще воды и в придонных слоях. Молодь встречается преимущественно на мелководьях, взрослые на больших глубинах до 100—120 м. Предпочитает места с песчано-илистым, илистым, заиленными галечным каменистыми грунтами с растительностью, не избегает и зарослей последней. В апреле-мае, при прогреве воды до 8—10 °C, рыб начинают подходить на мелководье. Осенью (сентябрь-декабрь, температура воды 12—16 °C) снова подходит к берегам на нагул, но в зимнее время, при охлаждении воды до 6 °C и ниже, проводит вдали от берега на глубине более 70 м. Половой зрелости достигает на втором, а в основном на 3—4 годах жизни при длине тела 6—9 см и более.
Эта рыба является протогинным гермафродитом, поскольку в первые годы жизни её половые железы функционируют как яичники (в это время встречаются преимущественно самки: на втором году жизни самцы составляют лишь 7 % от популяций созревших рыб), а в старших возрастах эти железы функционируют как семенники, и среди рыб уже преобладают самцы. Размножение идёт в мае-июле, иногда и в августе. Плодовитость 6—63 тысяч икринок. Нерест порционный, проходит при температуре воды 15—21 °C в прибрежной зоне на открытых участках моря с песчаным или галечным грунтом, часто с примесью створок погибших моллюсков, обычно на глубине 6—40 м. Самцы строят гнезда в виде ямок в форме блюдца длиной 20—38 см, шириной 15—20 см и глубиной 3—5 см, которые располагаются неподалеку друг от друга (до 3—5 гнёзд на 1 м²) и образуют общую колонию. Причем каждый самец активно охраняет не только свое гнездо от соседей, но и прилегающую территорию колонии. Личинки проклевываются из икры через 5—6 дней после её оплодотворения и уже через неделю начинают активную жизнь. Молодь питается мелкими формами водорослей, ракообразных, кладками моллюсков и т. п. Взрослые рыбы едят червей, мелких моллюсков, ракообразных, а также икру, молодь и мелких рыб, частично водоросли.

## Хозяйственное значение
Специализированный промысел не ведётся. Попадается в донные тралы, жаберные сети и яруса.